# كيسوكي أوغاوا
كيسوكي أوغاوا (باليابانية: 小川圭佑؛ بالكانا: オガワ ケイスケ) هو لاعب كرة قدم ياباني في مركز الوسط، ولد في 5 سبتمبر 1986 في إتامي في اليابان. لعب مع نادي ألبيريكس نيغاتا ونادي شيانج ري يونايتد ونادي ليبايا ونادي ياداناربون.

## وصلات خارجية
- كيسوكي أوغاوا على موقع قاعدة بيانات كرة القدم.إي يو (الإنجليزية)
- كيسوكي أوغاوا على موقع Soccerway.com (الإنجليزية)